# Romain Jouan
Romain Jouan (født 16. juli 1985 i Landerneau, Frankrig) er en fransk tennisspiller, der blev professionel i 2007. Han har, pr. maj 2009, endnu ikke vundet nogen ATP-turneringer. Hans første Grand Slam-deltagelse var French Open i 2009.